# قلعه کوش خران (خروش)
قلعه کوش خران (خروش) مربوط به دوره سلجوقیان است و در شهرستان پل‌دختر، بخش معمولان، روستای سرچک دادآباد واقع شده و این اثر در تاریخ ۱۰ مهر ۱۳۸۰ با شمارهٔ ثبت ۴۱۴۷ به‌عنوان یکی از آثار ملی ایران به ثبت رسیده است.